# Zbyšek Bittmar
Zbyšek Zbigniew Bittmar (Ostrava, 16 oktober 1934- aldaar, 21 april 2004) was een Tsjechische componist, dirigent en saxofonist van Poolse afkomst. 

## Leven
Bittmar deed privéstudies in muziek (compositie, muziektheorie) en studeerde in cursussen orkestdirectie. Van 1959 tot 1964 was hij werkzaam bij het bestuur van het district en ging in 1964 naar de Tsjechoslowaakse omroep en werkte als musicus, arrangeur en componist tot 1992. Van 1968 tot 1970 studeerde hij ook aan het conservatorium te Ostrava. Hij was lid van het omroeporkest in Ostrava.
Als componist schreef hij vooral voor harmonieorkest, missen en kamermuziek. Hij kreeg voor zijn werken verschillende prijzen en onderscheidingen.

## Composities

### Werken voor harmonieorkest
- 1969 Modus Blues
- 1990 Večírek
- 1995-1996 Bulharský tanec (Bulgaarse dans), voor groot harmonieorkest
- 1996 Konec století, voor groot harmonieorkest
- 1998 Doria, voor groot harmonieorkest
- 1999 Rozloučení, voor groot harmonieorkest
- 2000 Mexický tanec, voor groot harmonieorkest
- Latin Dance Party
- Oslavy, naar motieven uit Poolse liederen, voor groot harmonieorkest
- Po příborské cestě

### Missen, cantates en gewijde muziek
- 1992 rev.2002 Missa coloris, voor twee sprekers, vrouwen- en kinderkoor en groot harmonieorkest
- 1997 Ave Maria, voor sopraan en groot harmonieorkest

### Kamermuziek
- 1985 Imaginace, voor altsaxofoon en strijkers
- 1985 Týden, voor basklarinet, celesta, harp en slagwerk
- 1988 Zrcadlení, voor drie trompetten, twee hoorns, twee trombones en tuba
- 1990 Nálady, voor saxofoon solo en saxofoonkwartet
- 1991 Tři pětihrany, voor houtblazers (fluit, ook piccolo, 3 klarinetten, basklarinet)
- 1991 Pod Oznicou, voor vijf trombones en geluidsband
- 1995 Piton, voor klarinet en piano
- 2000 Nálady, voor fluitkwartet (2 fluiten, altfluit, basfluit)
- Dům plný hudby, voor trompet, twee hoorns, twee trombones en tuba
- Moods for Saxophones, voor saxofoonkwartet

- International Standard Name Identifier: 0000 0000 5675 4582
- Nationale Bibliotheek van Tsjechië: ola200205438
- Virtual International Authority File: 84927228
- WorldCat: E39PBJfRFWhBHcwcV9b9KPFkDq